# 唐明英
唐明英（1964年4月—），女，汉族，四川泸州人，中华人民共和国政治人物，现任中共西藏自治区纪律检查委员会副书记，西藏自治区人大常委会副主任。